# La Haute-Yamaska
La Haute-Yamaska – regionalna gmina hrabstwa (MRC) w regionie administracyjnym Montérégie prowincji Quebec, w Kanadzie. Stolicą jest miasto Granby. Składa się z 10 gmin: 3 miast, 1 gminy, 1 wsi, 2 parafii i 3 kantonów.
La Haute-Yamaska ma 85 042 mieszkańców. Język francuski jest językiem ojczystym dla 94,0%, angielski dla 3,2%, hiszpański dla 1,1% mieszkańców (2011).